# Вергун, Дмитрий Николаевич
Дми́трий Никола́евич Вергу́н (18 ноября 1871, Королевство Галиции и Лодомерии — 3 сентября 1951) — галицко-русский панславист, общественный деятель, филолог, журналист, публицист и поэт.

## Биография
Родился в Городке (Австро-Венгрия, ныне Львовская область, Украина). В 1890 году окончил немецкую гимназию во Львове. Проживая в общежитии Народного дома во Львове, Дмитрий Вергун изучил русский язык и начал печатать в газете «Беседа» стихотворения и рассказы. За составление «Программы червонно-русской молодежи» был в 1897 году посажен в австрийскую тюрьму.
Изучал славянскую филологию в Венском университете, где защитил докторскую диссертацию о Мелетии Смотрицком у профессора И. В. Ягича. Под предлогом политической неблагонадежности, не был утвержден австрийским министерством в должности преподавателя русского языка, на которую был избран философским факультетом Венского университета. В Вене Д.Вергун включился в общественное движение неославистов.
В 1900—1905 годах Дмитрий Вергун издавал журнал «Славянский век» (Вена), был арестован и заключён в тюрьму за участие в славянском движении. В 1905 г. напечатал «Немецкий Drang nach Osten в цифрах и фактах», которое было переведены на французский, чешский, сербский и венгерский языки. В 1911 г. издал литературно-общественный сборник «Ладо», где помещена его работа об австрославизме и русском неославизме.
В 1907 году он переехал в Россию, где работал в славянском отделе газеты «Новое время» (Петербург) и руководил подготовкой славянских съездов в Праге (1908), Петербурге (1909), Софии (1910). В 1910 году его избрали генеральным секретарём Всеславянского исполнительного комитета.
В 1914 году был на фронте первой мировой войны в Карпатах, в 1916 году — на Дунае военным корреспондентом, за что был награждён Георгиевской медалью и орденом святого Саввы второй степени.
В 1917 году Дмитрий Вергун преподавал русский язык в Коммерческой академии, в 1918 — славянскую филологию в Московском университете. В начале 1919 года он выехал на Парижскую мирную конференцию для участия в работе делегации Карпаторусского конгресса (глава — Пётр Гаталак), добивавшейся создания автономной Карпатской Руси из восточнославянских земель распавшейся Австро-Венгрии и присоединения Карпатской Руси к России. В Париже Дмитрий Вергун вместе с другим галицко-русским общественным деятелем Дмитрием Марковым издавал на французском языке «Бюллетень Карпаторусского комитета».
В конце 1921 года Д. Н. Вергун поселился в Праге. В пражский период Дмитрий Вергун преподавал русский язык и славяноведение в гимназиях и высших учебных заведениях, писал работы по истории литературы родного края и поэзию. В частности, был преподавателем Высшей торговой школы (1922—1928) и Русского педагогического института им. Я. А. Коменского (1923—1925), председателем русского сокольства за границей (1923—1930), в 1940 переехал в Югославию, затем в США. Умер в Хьюстоне.

## Произведения

### Поэзия
- Червонно-русские отзвуки (Львов, 1901, 1907);
- Карпатские отзвуки (1920).

Среди его стихотворений успехом пользовались «Славянские звоны». Многие из его стихов положены на музыку («Русский сокольский марш» — Главачем, «Кантата Гоголю» — А. М. Архангельским, «Вперед, народ Руси Червонной!» — Шолларом).

### Исследования
- Немецкий Drang nach Osten в цифрах и фактах (Вена, 1905)
- Россия и Турция (Петербург, 1910);
- Религіозныя преследованія Карпаторуссов (Петербург, 1913);
- Что такое Галиция? Архивная копия от 29 декабря 2011 на Wayback Machine (Петербург, 1914);
- Что нужно знать о славянах (Петроград, 1926);
- Карпаторусская литература. Краткий очерк (Прага, 1925);
- 8 лекций о Подкарпатской Руси (1925);
- Евгений А.Фенцик и его место в русской литературе (Ужгород, 1926);
- Мероприятия министра Баха к подавлению карпато-русского возрождения 1849 года с докладными записками А. И. Добрянского (Прага,1938).